# Jean-Baptiste Caumartin
Pour les articles homonymes, voir Caumartin.
Jean-Baptiste Caumartin est un magistrat et homme politique français né le 14 octobre 1775 à Amiens (Somme) et décédé le 23 mai 1842 à Paris.

## Biographie
Jean-Baptiste Marie Bernard Caumartin naît le 14 octobre 1775 à Amiens et est baptisé le lendemain à Saint-Rémy. Il est le fils de Jean Marie Sébastien Caumartin, procureur royal d'Amiens, et de son épouse, Marie Anne Rose Clotilde Monique Maressal.
Magistrat en 1806, il est juge à la cour criminelle de la Somme, puis procureur près le tribunal civil d'Amiens et président du tribunal en 1818.
Il est député de la Somme pendant les Cent-Jours puis de 1827 à 1842, siégeant au centre gauche et signant l'adresse des 221, le 18 mars 1830. Il devient par la suite président de chambre à la cour d'appel d'Amiens et conseiller général.
Il meurt le 23 mai 1842 à Paris, dans le 1er arrondissement.

## Distinctions
- Chevalier de la Légion d'honneur (22 avril 1831)[4]
- Officier de la Légion d'honneur (25 octobre 1840)[4]

## Sources
- « Jean-Baptiste Caumartin », dans Adolphe Robert et Gaston Cougny, Dictionnaire des parlementaires français, Edgar Bourloton, 1889-1891 [détail de l’édition]
- « Caumartin, Jean Baptiste Marie Bernard (1775-1842) », correspondancefamiliale, EHESS,                Compléments historiographiques, Biographies, C, mis à jour le 30/10/2009 (Lire en ligne)